# Ashdown Engineering
Pour les articles homonymes, voir Ashdown.
Ashdown Engineering est une entreprise britannique fondée en 1997 par Mark Gooday qui fabrique des amplificateurs pour instruments de musique. La marque, spécialisée dans la conception d'amplificateurs pour guitare basse, propose également quelques modèles pour guitare électroacoustique et diverses pédales d'effet. Elle produisait également des amplificateurs pour guitare électrique, mais ils sont à présent vendus sous le nom de Hayden.
Les amplis Ashdown sont distribués en France par Saico.

## Les produits

### Amplificateurs basse
- Valve
- ABM
- MAG
- ABM Neo
- MiBass
- EB
- AAA
- Legacy

### Amplificateurs électro-acoustique
- Acoustic 100
- Cube 40
- Power Cube 40

### Amplificateur électrique
- Fallen Angel 60 w DSP (existe en 40w et 180 w)

### Pédales d'effet
- Accordeur Bassometer
- Chorus Plus
- Compresseur
- Drive Plus
- Distortion signature Nate Mendel
- Distortion signature James Lomenzo
- Envelope Filter
- Equaliseur 12 bande/DI pour basse
- Octaver Sub-Octave Plus
- Pédale de préamplification acoustique

## Les utilisateurs
- Pino Palladino
- Guy Pratt
- James Johnston
- Adam Clayton
- Nate Mendel, qui possède une pédale signature
- James Lomenzo, qui possède une pédale signature
- Paul McCartney
- Shavo Odadjian